# Diskografie Metallicy

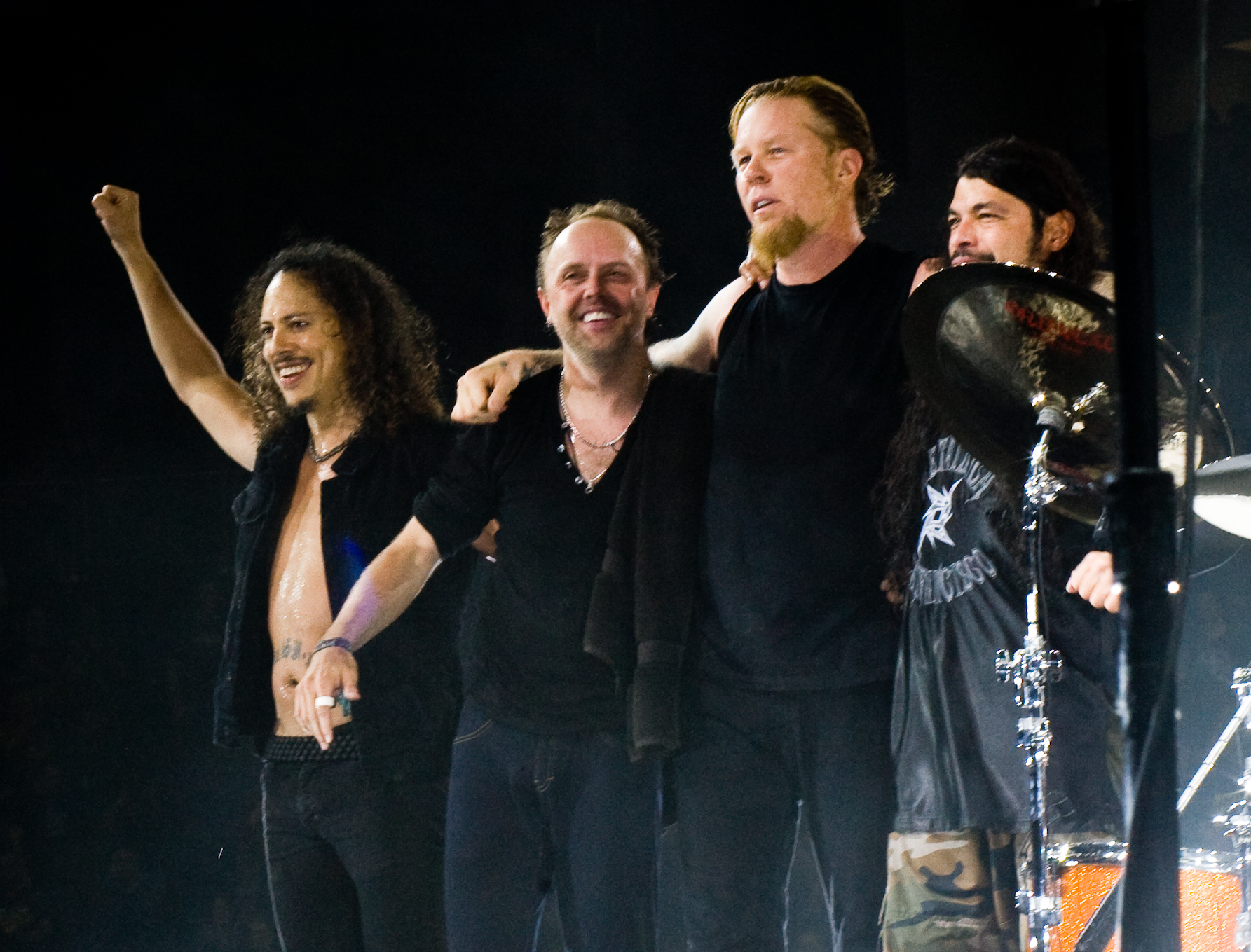
Metallica

Diskografie americké heavy metalové skupiny Metallica.

## Studiová alba a koncertní alba
| Datum vydání       | Název                                         | Prodej v USA  | Žebříčkové umístění | Ocenění |
| ------------------ | --------------------------------------------- | ------------- | ------------------- | --- |
| 25. července 1983  | Kill 'Em All                                  | 3 milióny     | USA #120 (1986)     | 3×Platinum USA, Gold UK |
| 16. listopadu 1984 | Ride the Lightning                            | 6 miliónů     | USA #100            | 6xPlatinum USA, Gold UK |
| 21. února 1986     | Master of Puppets                             | 6 miliónů     | USA #29             | 6×Platinum USA, Gold UK |
| říjen 1987         | The $5.98 E.P.: Garage Days Re-Revisited (EP) | 1 milión      | USA #28, UK #27     | Platinum USA |
| 25. srpna 1988     | …And Justice for All                          | 8 miliónů     | USA #6, UK #4       | 8×Platinum USA, Silver UK, Gold Německo, Platinum Švýcarsko, Gold Norsko |
| 12. srpna 1991     | Metallica (The Black Album)                   | 16 miliónů    | USA #1, UK #1       | 16×Platinum USA, Platinum UK, Platinum Německo, Platinum Finsko, 2×Platinum Švýcarsko, Platinum Rakousko, Gold Polsko, 2×Platinum Nizozemsko, Platinum Norsko.                                                                                     |
| 23. listopadu 1993 | Live Shit: Binge & Purge                      | 1,5 miliónů   | USA #26             | Tento set obsahuje 3 disky nahrané v roce 1993 v Mexico City a videa z roku 1992 ze San Diega a z roku 1989 ze Seattlu. |
| 4. června 1996     | Load                                          | 5 miliónů     | USA #1, UK #1       | 5xPlatinum USA, Gold UK, Platinum Německo, Platinum Finsko, 2×Platinum IFPI(Evropa), Platinum Rakousko, Platinum Polsko, Platinum Norsko, Gold Brazílie, Gold Nizozemsko.                                                                          |
| 18. listopadu 1997 | ReLoad                                        | 4 milióny     | USA #1, UK #4       | 4×Platinum USA, Gold UK, Platinum Finsko, 2xPlatinum Kanada, 2×Platinum Austrálie, Platinum Německo, Platinum IFPI(Evropa), Platinum Švýcarsko, Platinum Polsko, Gold Rakousko                                                                     |
| 24. listopadu 1998 | Garage Inc.                                   | 5 miliónů     | USA #2, UK #29      | 5×Platinum USA, Platinum Německo, Platinum Austrálie, Platinum IFPI(Evropa), Platinum Polsko, Platinum Švédsko, Gold Švýcarsko, Gold Rakousko, Gold Finsko, Gold Norsko                                                                            |
| 23. listopadu 1999 | S&M                                           | 5 miliónů     | USA #2, UK #33      | 5×Platinum USA, Platinum Německo, Platinum Polsko, Platinum Švédsko, 2×Platinum IFPI(Evropa), 2×Platinum Švýcarsko, Platinum Austrálie, Platinum Rakousko, Gold Finsko                                                                             |
| 5. června 2003     | St. Anger                                     | 2 milióny     | USA #1, UK #3       | 2×Platinum USA, Gold UK, Platinum Německo, Platinum Finsko, 2×Platinum Kanada, 2×Platinum Austrálie, Platinum Norsko, Platinum Švédsko, Platinum IFPI(Evropa), Platinum Švýcarsko, Platinum Rakousko, Gold Brazílie, Gold Polsko, Gold Nizozemsko. |
| 12. září 2008      | Death Magnetic                                | 2 milióny     | USA #1, UK #1       | 2×Platinum USA, 2×Platinum Austrálie |
| 31. října 2011     | Lulu (s Lou Reedem)                           | 16 tisíc      | USA #36, UK #36     | |
| 18. listopadu 2016 | Hardwired… to Self-Destruct                   | 1 milión      | USA #1, UK #2       | Platinum USA |
| 14. dubna 2023     | 72 Seasons                                    | bude oznámeno | bude oznámeno       | bude oznámeno |